# Daniel Lee Corwin
Daniel Lee Corwin (13 de septiembre de 1958 – 7 de diciembre de 1998) fue un asesino en serie estadounidense que fue sentenciado a muerte y ejecutado por los asesinatos de tres mujeres.

## Primeros años
Daniel Lee Corwin nació en el 13 de septiembre de 1958, en el condado de Orange, California.

## Crímenes
En 1975, Corwin secuestró a una compañera de clase a punta de cuchillo en el estacionamiento de su escuela secundaria, mientras ella entraba en su auto. Corwin condujo el auto hasta un lugar remoto y la violó; luego la sacó a rastras del auto, la tiró al suelo, le cortó la garganta, y por último la apuñaló en el estómago y el corazón. Mientras yacía sangrando en un hueco en la tierra, Corwin le cubrió la cabeza con una tabla y la recubrió con tierra y hojas. Ella sobrevivió y consiguió llegar hasta la calzada, donde fue vista y salvada. Corwin fue sentenciado a cuarenta años en prisión por secuestro, violación e intento de asesinato, aunque fue liberado nueve años después.
En febrero de 1987, secuestró a Alice Martin, de 72 años, quien iba caminando hacia su casa en Normangee, Texas. Corwin la llevó hasta un campo en el condado de Robertson, donde la violó, amordazó y apuñaló.
En julio de 1987, secuestró a Debra Lynn Ewing, de 26 años, en su lugar de trabajo en Huntsville y la llevó hasta el condado de Montgomery, donde la violó y la apuñaló.
El 31 de octubre de 1987, intentó secuestrar a Mary Carrell Risinger, de 36 años, en un lavado de autos en Huntsville. Risinger se resistió y gritó por ayuda, por lo que Corwin la degolló delante de su hija de 3 años.
En octubre de 1988, Corwin secuestró a la estudiante Wendy Gant, en su propio auto en el aparcamiento de su universidad, usándolo para conducirlos a una zona rural remota, violándola, golpeándola y apuñalándola varias veces; la ató a un árbol, le cortó la garganta y la dio por muerta. Gant estaba fingiendo estar muerta, y luego de que Corwin se fue, pudo desatar sus manos y dirigirse a la calzada, donde fue encontrada por un conductor, quien también llamó a la policía y a servicios médicos.

## Captura condena y ejecución
Corwin fue rastreado gracias a un boceto elaborado por la reconocida artista Karen T. Taylor; debido a que la garganta de Gant había sido cortada profundamente, no le fue posible describir a su atacante, sino que se lo describió a la artista por escrito, asintiendo o meneando la cabeza a las preguntas de esta sobre los rasgos del agresor. Un oficial penitenciario que conocía a Corwin de la prisión reconoció el boceto cuando lo vio en las noticias locales, y señaló el nombre de Corwin a la policía. Posteriormente, la policía encontró una huella dactilar de Corwin en el lado del conductor del vehículo de Gant.
Durante su juicio, Corwin confesó otra violación, la de una niña de 13 años, que tuvo lugar en 1972, cuando él tenía alrededor de 13 o 14 años. Aunque la víctima hizo una denuncia a la policía, no pudo identificar a su atacante.
En 1990 Corwin fue sentenciado a muerte por un tribunal de Montgomery, siendo ejecutado por inyección letal en la Unidad de Huntsville el 7 de diciembre de 1998.

Su declaración final fue: 
Supongo que lo primero que quiero hacer es agradecer a unas personas muy especiales, Sara y Sabrina. Y por darme la oportunidad que me dieron. Hizo una gran diferencia en mi vida. Os doy las gracias. Gracias de nuevo desde lo más profundo de mi corazón. Lo siento. Lo más grande que quería deciros a ti y a tu familia y sé que no he tenido la oportunidad de hablar con vosotros de ninguna forma o manera. Y lamento lo que pasó y quiero que sepan que lo siento. Sólo pido y espero que en algún momento de la línea puedan perdonarme. Creo que en muchos sentidos sin eso se vuelve muy vacío y hueco y lo único que tenemos es odio y rabia. Supongo que lo único que tengo que decir sobre la pena de muerte es que muchas veces la gente piensa que es unilateral, pero no lo es. Tiene dos caras. Hay dolor en ambos lados y no es un tema en el que la gente simplemente se sienta y dice, bueno, esto es algo bueno, o esto es algo malo. Pero es algo que, ya sabes, necesita ser mirado y deseado en cada corazón. Sólo espero que todos ustedes puedan entender eso y algún día me perdonen. Quiero agradecerles por darme la oportunidad de hablar y reunirme con ustedes. Significó mucho. Muchas gracias por estar conmigo y con mi familia. Gracias. Os quiero.

## En los medios de comunicación
- Su caso apareció en Forensic Files II en el episodio titulado “Portrait of a Serial Killer” (lit. ‘Retrato de un asesino en serie’, en español), que se transmitió originalmente en HLN el 15 de marzo de 2020.